# بخش بن‌ویل
بخش بن‌ویل (به فرانسوی: Arrondissement de Bonneville) یک بخش در فرانسه است که در اوت سووآ واقع شده‌است.